# 戴冠式祝典行進曲
『戴冠式祝典行進曲』（たいかんしきしゅくてんこうしんきょく、露: Торжественный коронационный марш）は、ピョートル・チャイコフスキーが1883年に作曲した管弦楽のための行進曲。日本語訳題は単に『戴冠式行進曲』とされる場合もある。演奏時間は約5分。

## 作曲の経緯と初演

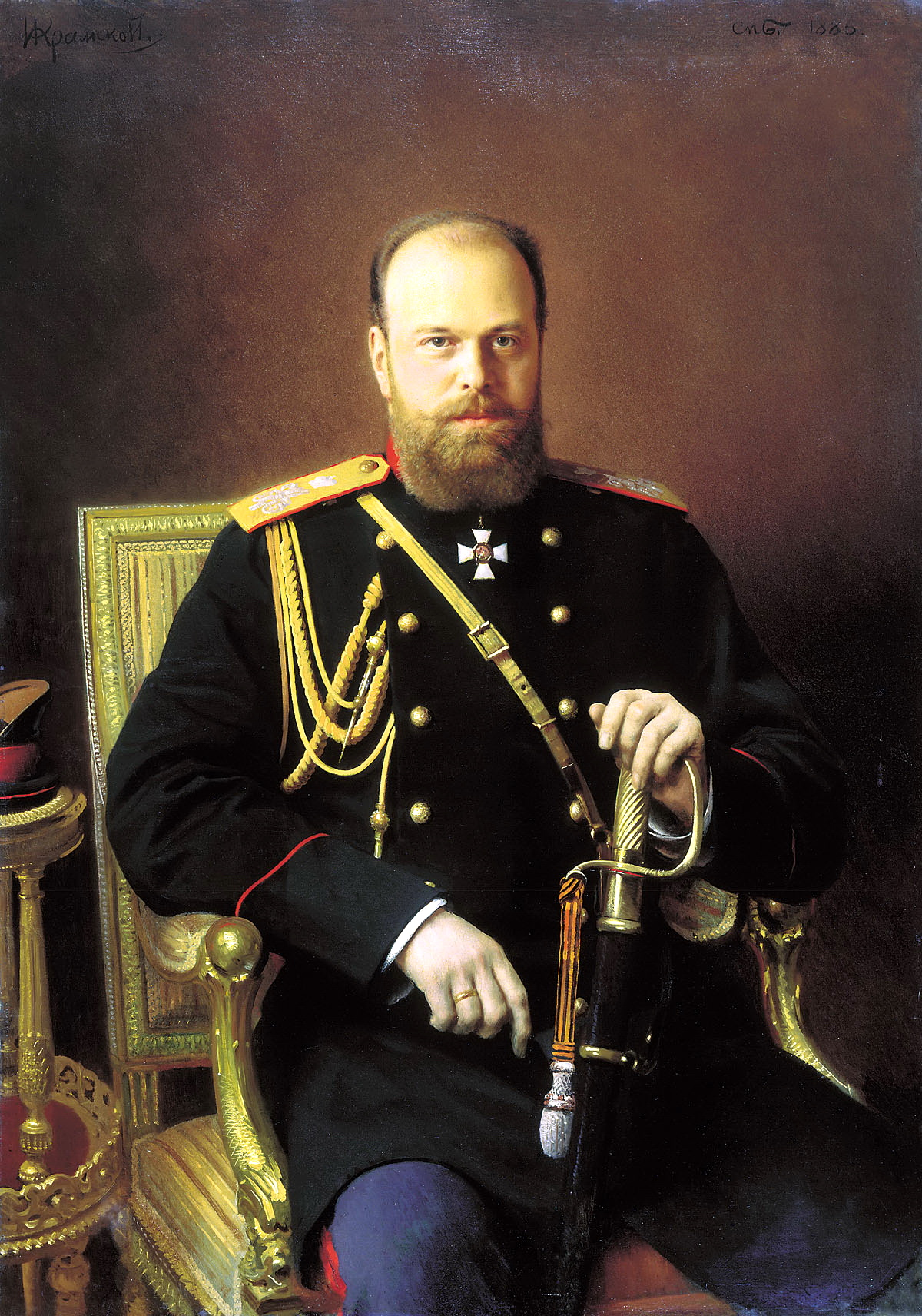
アレクサンドル3世《1886年画》

1883年5月に挙行されたロシア皇帝アレクサンドル3世の戴冠式のために作曲された機会音楽であり、同年3月、パリで完成した。1866年にアレクサンドル3世の成婚を記念して作曲した「デンマーク国歌による祝典序曲」と同様に、この曲でもロシア帝国国歌「神よツァーリを護り給え」とデンマーク王室歌「クリスチャン王は高き帆柱の傍に立ちて」を引用している。同時進行で戴冠式祝典カンタータ「モスクワ」も作曲されている。
初演はセルゲイ・タネーエフの指揮によりモスクワで行われ、ユルゲンソン社より楽譜が出版された。

## 編成
木管楽器
ピッコロ、フルート2、オーボエ2、コーラングレ、クラリネット2、ファゴット2
金管楽器
ホルン4、コルネット2、トランペット2、トロンボーン3、チューバ
打楽器
ティンパニ、トライアングル、スネアドラム、バスドラム、シンバル
弦楽器
弦五部

## 構成
ニ長調、三部形式。第1部冒頭から管弦楽の全合奏で力強い主題が奏される。勢いを維持したまま短い接続部を経て中間部に入る。中間部は弦楽器で流麗なメロディが奏でられ、徐々に盛り上がり、金管楽器にロシア帝国国歌「神よツァーリを護り給え」の一節が現れた後、そのまま第3部に入り、曲冒頭の主題が再び奏される。もう一度、ロシア帝国国歌を回想した後、強奏で終わる。

## 使用例
1891年のアメリカ合衆国のカーネギー・ホールのこけら落としでは、チャイコフスキー本人の指揮によって本曲が演奏された。

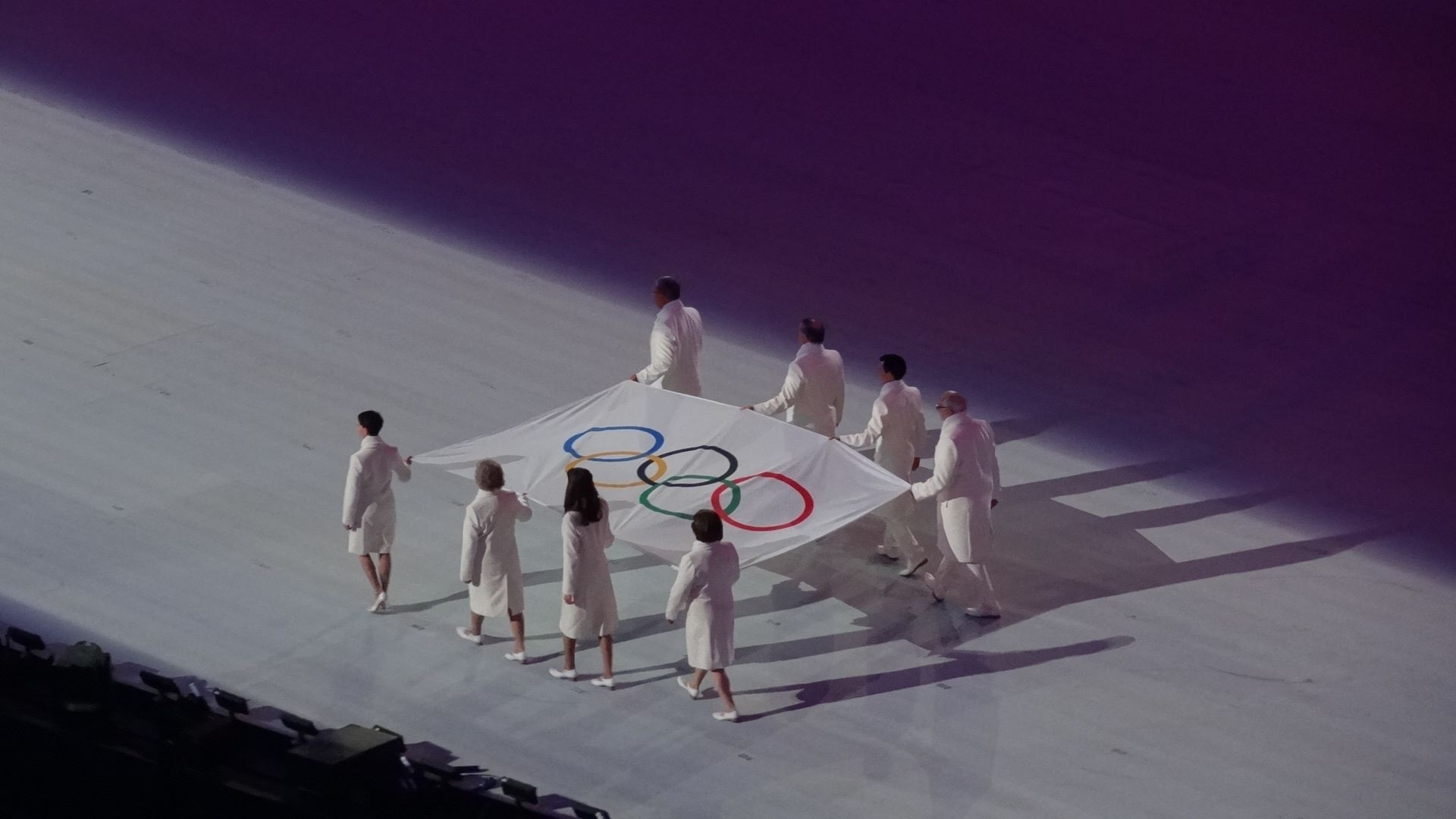
ソチオリンピック開会式のオリンピック旗運搬中

ソ連時代は、曲名は単に「祝典行進曲（Торжественный марш）」とされ、ロシア帝国国歌が登場する部分は省略されて演奏・録音されていた。
ソ連崩壊後は、ロシア連邦共和国大統領就任式で新大統領が式場であるクレムリンのゲオルギー広間、アレクサンドロフの間とアンドレーエフの間に入場するときに演奏される。ほかに2014年のソチオリンピック開会式での五輪旗運搬、閉会式でのロシアの国旗運搬のときに行進曲として演奏された。